# Organisation de l'énergie atomique d'Iran
L'Organisation de l'énergie atomique d'Iran (OEAI) ou Atomic Energy Organization of Iran (AEOI) est l'administration iranienne responsable du contrôle et de l'exploitation des sites contribuant à produire de l'énergie nucléaire en Iran.
Son siège est situé dans le quartier Amir Abad, au nord de la ville de Téhéran, mais les installations sont situées dans tout le pays (voir la liste des installations nucléaires en Iran et la carte ci-contre). L'organisation est actuellement dirigée par Mohammad Eslami, succédant à l'ancien ministre des Affaires étrangères Ali Akbar Salehi.

## Présidents
| # | Président             | Période         |
| - | --------------------- | --------------- |
| 1 | Akbar Etemad          | 1974 à 1979     |
|   | Fereydoun Sahabi      | 1979 à 1981     |
| 2 | Reza Amrollahi        | 1981 à 1997     |
| 3 | Gholam Reza Aghazadeh | 1997 à 2009     |
| 4 | Ali Akbar Salehi      | 2009 à 2010     |
|   | Mohammad Ahmadian     | 2010 à 2011     |
| 5 | Fereydoun Abbassi     | 2011 à 2013     |
| 6 | Ali Akbar Salehi      | 2013 - 2021     |
| 7 | Mohammad Eslami       | 2021 - en cours |